# Nouvelles Odes
Le recueil des Nouvelles Odes a été publié en 1824 par Victor Hugo chez le libraire-éditeur Pierre-François Ladvocat (Paris) sous l'influence de son ami Charles Nodier. Cette œuvre fait suite aux Odes et poésies diverses parues en 1822 dont il ne reste aucune trace à ce jour et elle précède Odes et Ballades parues en 1828. Dans ses successives préfaces de 1822 à 1828, Victor Hugo voit ces différents recueils comme "le cheminement" de sa pensée. Dans sa préface des Odes et Ballades de 1826, le poète évoque bien trois volumes : « Pour la première fois, l’auteur de ce recueil de compositions lyriques, dont les Odes et Ballades forment le troisième volume, a cru devoir séparer les genres de ces compositions par une division marquée."
(Préface des Odes et Ballades, 1826, édition Ollendorf) » Les Nouvelles Odes sont composées de 28 odes. Les thèmes présents sont la religion, l'histoire, la politique. On retrouve aussi des références à des personnalités historiques par exemple dans l'ode "La Mort de Mlle de Sombreuil" où il évoque la mort de Mademoiselle de Sombreuil qui n'est autre que Marie-Maurille de Sombreuil décédée en 1823. Les odes publiées dans les Nouvelles Odes sont republiées et disséminées dans les Odes et Ballades.

## L'épigraphe du recueil
La page de présentation du recueil est ornée d'une épigraphe latine "Nos canimus surdis" que l'on peut traduire ainsi "Nous chantons sourds".
Nos est le pronom sujet de la 3e personne du pluriel c'est-à-dire "nous". Canimus vient du verbe cano signifiant "chanter" et il est conjugué à la troisième personne du pluriel. Surdis est un adjectif qualificatif venant de surdus qui veut dire "sourd".
C'est une épigraphe qui est reliée à l'ensemble du recueil. En effet dans les Nouvelles Odes,  Victor Hugo tente des libertés poétiques afin de montrer que la poésie peut se détacher des règles de la poésie dite classique.

## La liste des Odes
1. À mes Vers  (Le seul changement qu'on peut constater entre les deux recueils est le sujet, il ne parle plus de ses "vers" mais de ses "odes")
2. Le Poète
3. L'Histoire
4. La Bande noire
5. À mon Père
6. Le Repas Libre
7. La Liberté
8. La Guerre d'Espagne
9. À l'Arc de Triomphe de l'Étoile
10. La Mort de Mlle de Sombreuil
11. L'Âme
12. Le Chant de l'Arène
13. Le Chant du Cirque
14. Le Chant du Tournoi
15. Le Sylphe
16. La Grand'Mère  (On peut remarquer ici que l'ode "La Grand"Mère" devient une Ballade tout comme "Le Sylphe")
17. Épitaphe
18. Mon Enfance
19. Ballade (Cette ode n'est pas présente dans les Odes et Ballades)
20. à G. ***. y
21. Le Paysage
22. Encore à toi!
23. Son Nom
24. Actions de Grâces
25. À mes amis
26. À L'Ombre d'un enfant
27. L'Ante-Christ
28. Le Dernier Chant.